# Slobodan Čendić
Slobodan Čendić (srbskou cyrilicí Слободан Чендић; 28. srpna 1938 Kragujevac – 19. září 2023, Kolín nad Rýnem) byl jugoslávský fotbalový brankář srbské národnosti. Po skončení aktivní kariéry působil jako trenér.

## Fotbalová kariéra
Chytal za FK Radnički 1923 Kragujevac.

## Trenérská kariéra
Trénoval v Německu týmy Tasmania 1900 Berlin, FC Schalke 04, FC Augsburg, Preußen Münster, 1. FC Saarbrücken, SV Waldhof Mannheim, Stuttgarter Kickers, Alemannia Aachen, SC Charlottenburg, SC Rot-Weiß Oberhausen, FC 08 Homburg, Hannover 96 a SV Darmstadt 98 a ve Švýcarsku FC Kreuzlingen.